# Чолчешти (Арђеш)
Чолчешти (рум. Ciolcești) насеље је у Румунији у округу Арђеш у општини Леордени. Oпштина се налази на надморској висини од 258 m.

## Становништво
Према подацима из 2002. године у насељу је живело 157 становника, од којих су сви румунске националности.